# Cornus controversa
Espèce
Classification APG III (2009)
Cornus controversa , le Cornouiller discuté ou Cornouiller des pagodes , est un arbuste ornemental de la famille des Cornacées.
Nom en anglais : "Table Dogwood"

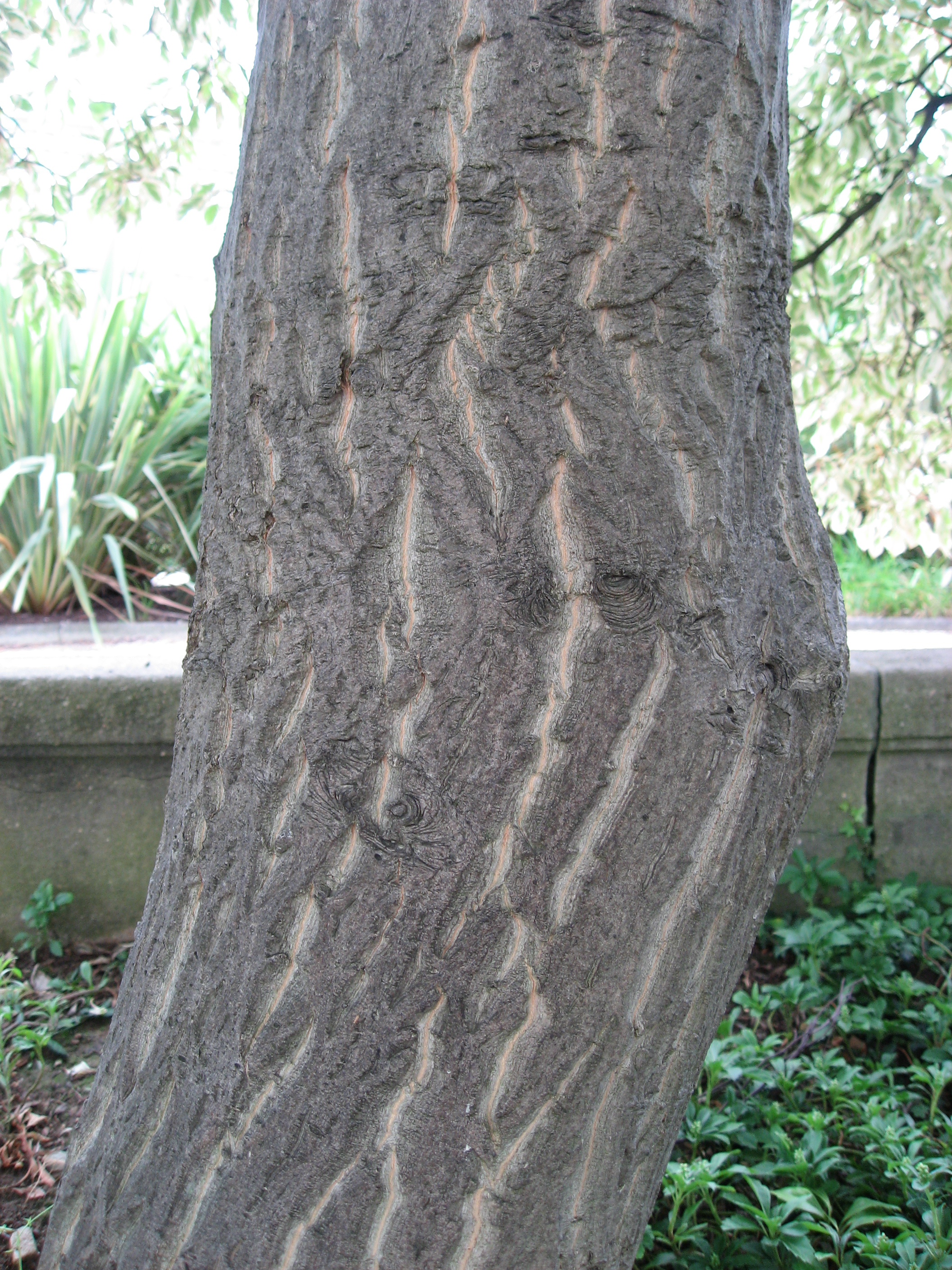
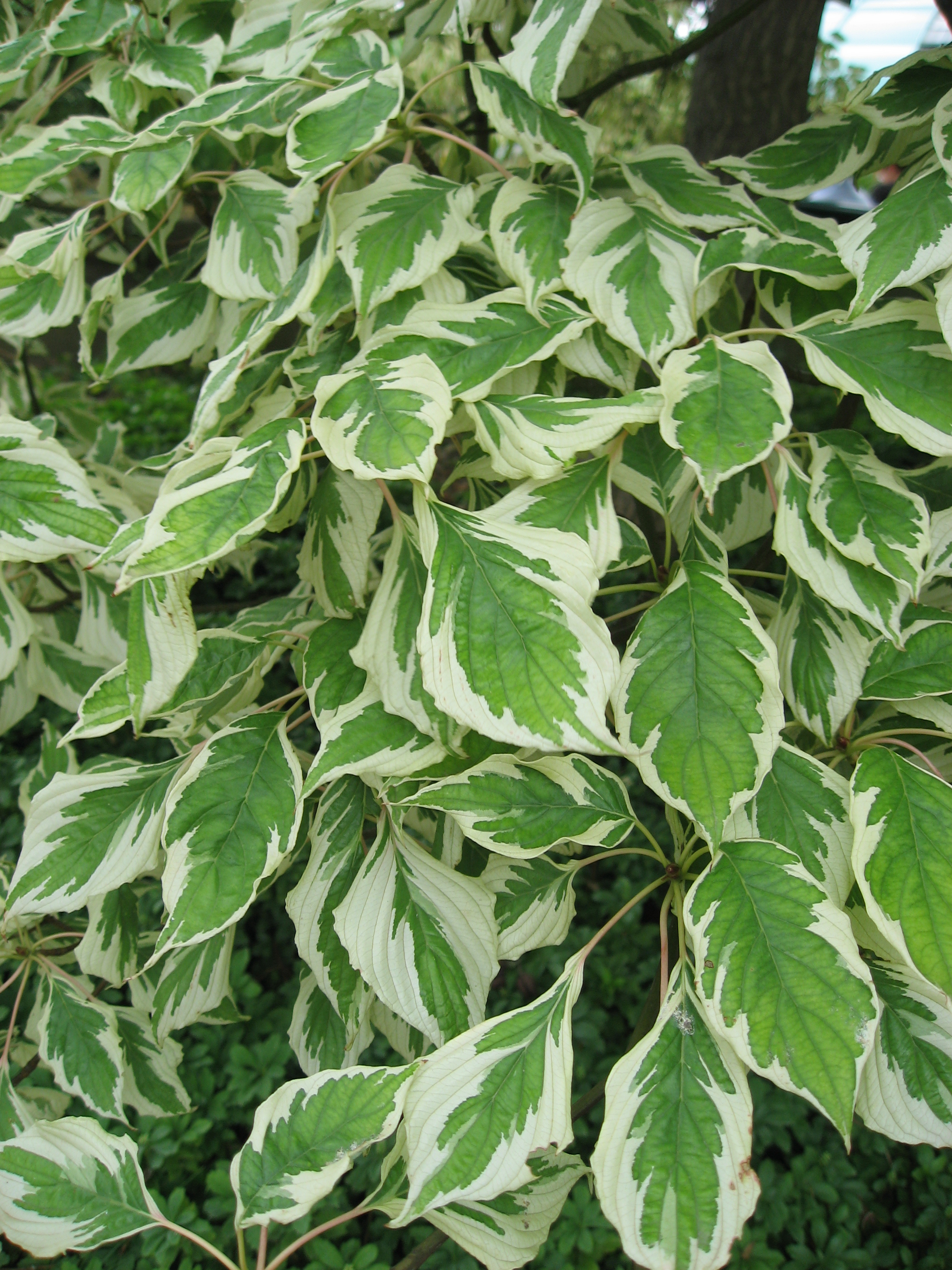
cv. Variegata
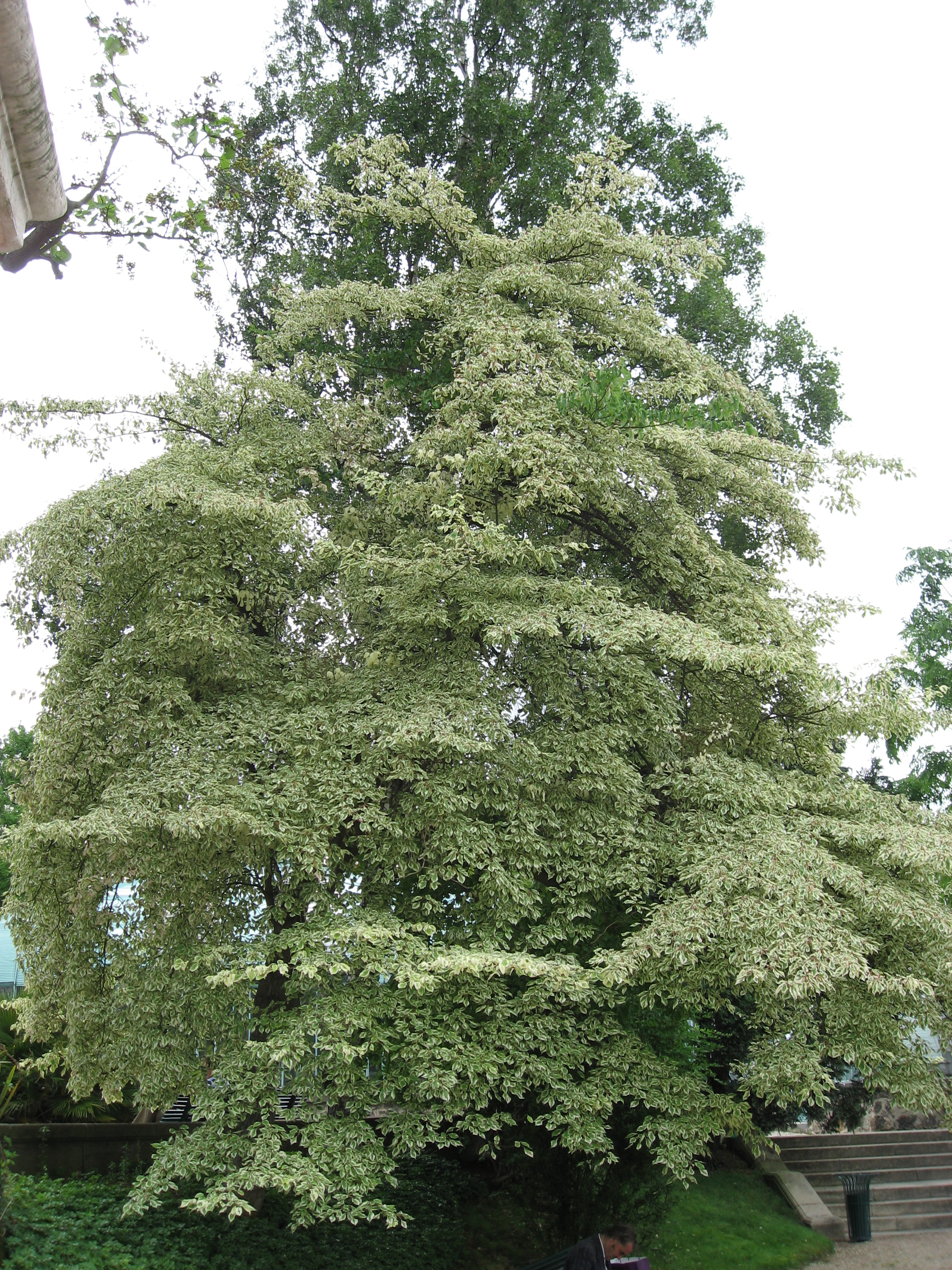